# Albin Lanner
Albin Lanner (* 30. Jänner 1900 in Bozen; † 30. April 1950 in Innsbruck) war ein österreichischer Bildhauer.

## Leben
Lanner besuchte die Staatsgewerbeschule in Bozen und die Fachschule für Marmorbearbeitung in Laas und studierte anschließend an der Akademie der bildenden Künste Wien bei Josef Müllner und an der Akademie in Rom bei Torrosini und Dossena.
Er lebte in Innsbruck und schuf Grabdenkmäler, Brunnen, Gartendenkmäler, Kriegerdenkmäler und Büsten. Im Dritten Reich zeigt sein Werk eine große Nähe zur nationalsozialistischen Ideologie. So präsentierte er bei der Jahresausstellung der Tiroler Künstlerschaft 1939 einen „eindrucksvollen Führerkopf“.

## Werke

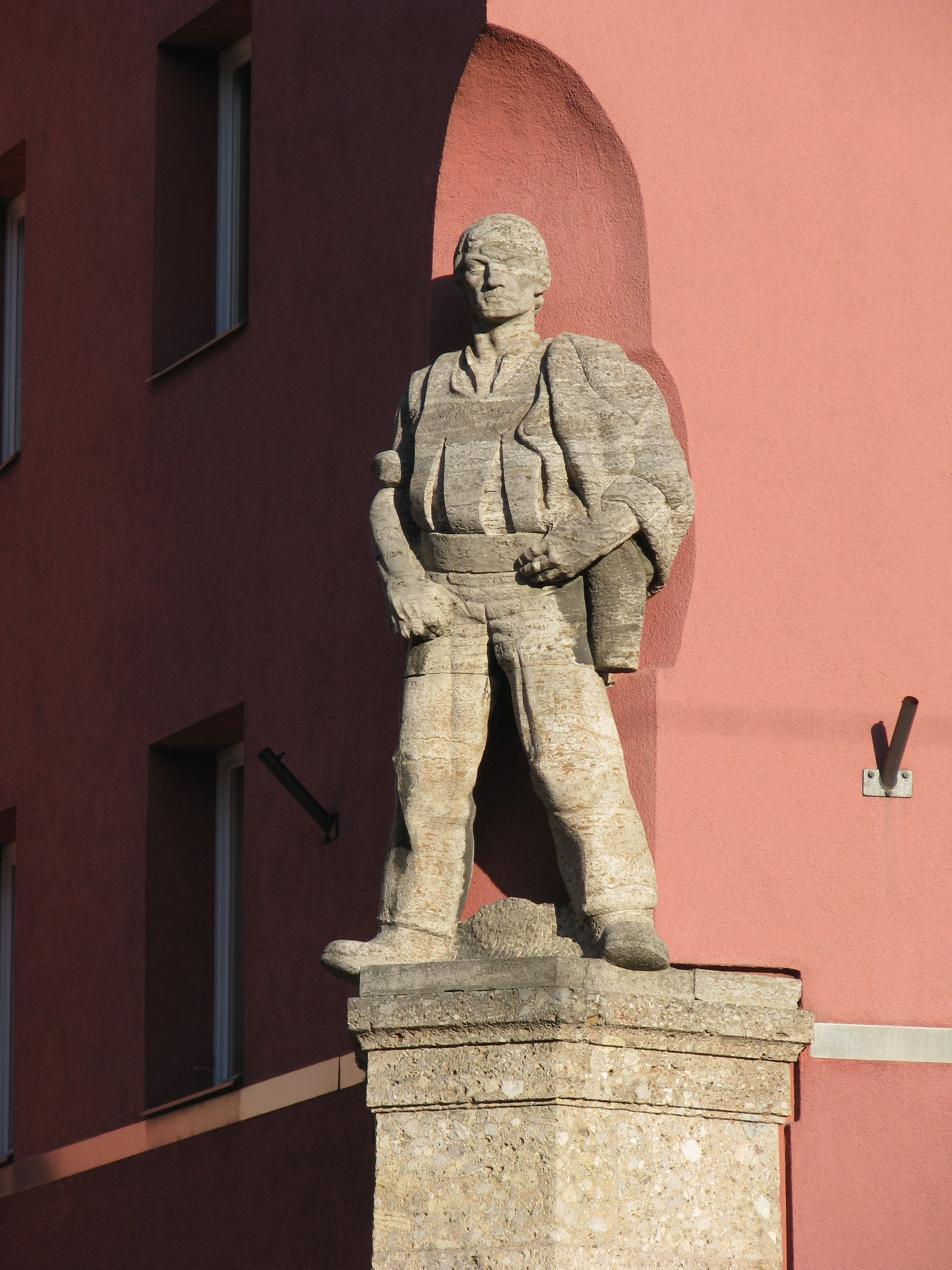
Fassadenfigur an der Südtirolersiedlung in Wilten

- Büste des faschistischen Präfekten der Provinz Bozen, Giuseppe Mastromattei, 1934[3]
- Tiroler in Meraner Tracht, Fassadenfigur an der Südtirolersiedlung in Innsbruck-Wilten, 1941[4][5]
- Brunnenfigur Prinzessin mit Froschkönig, 1943, aufgestellt 1948 im Innsbrucker Hofgarten[6]
- Brunnenfigur Fisch, aufgestellt 1948 im Innsbrucker Hofgarten[7]
- Bildnis des Dichters Heinrich von Schullern zu Schrattenhofen, Gips, vergoldet, 1949, Tiroler Landesmuseum[8]
- Kriegerdenkmal Flirsch, 1950[9]